# Edmund Hockridge
Edmund James Arthur Hockridge (Vancouver, 9 augustus 1919 - Peterborough, 15 maart 2009) was een Canadese bariton-operazanger.

## Carrière
Hockridge kreeg in Vancouver piano- en zangonderricht. Als soldaat tijdens de Tweede Wereldoorlog was hij scholier van George Baker en won hij in 1941 een amateur-talentenjacht van de Canadian Forces' Beaver Club. Dit leidde tot verbintenissen voor de CBC-BBC-programma's Maple Leaf Matinee (1942) en Johnny Canuck's Revue (1942-1945). Bij de BBC had hij bovendien optredens met Robert Farnon en het Canadian Army Orchestra, de organist Sandy Macpherson, het Queen's Hall Light Orchestra en The Melachrino Strings.
Na zijn terugkeer naar Canada in 1946 had hij zijn eigen shows bij de radio van CBC, die ook werden uitgezonden in de Verenigde Staten. Hij zong hoofdrollen in CBC-producties van dertien opera's van Gilbert en Sullivan (1948-1949), van Don Giovanni en Peter Grimes (1949-50). Hij trad meermaals op met het Toronto Symphony Orchestra, was gast bij de Promenade Symphony Concerts in 1947 en zong bij het Toronto Opera Festival in 1950 de titelrol in Don Giovanni.
In 1950 ging hij weer naar Londen en zong daar hoofdrollen in Westend-producties van Carousel (1950-1953), Guys and Dolls (1953-1954), Can-Can (1954) en The Pajama Game (1955-1956). Als cabaretier had hij optredens in talrijke Europese steden, in Nairobi en Hongkong. In 1974 had hij in het Verenigd Koninkrijk een onemanshow, waarin hij zijn veelzijdig repertoire als zanger van opera- en musicalpartijen, liederen en spirituals presenteerde.
Tijdens een revival van The Sound of Music had hij in 1984 een optreden met Isla St. Clair en in 1986 was hij de partner van de rockzangeres Suzi Quatro in een productie van Annie Get Your Gun. Met zijn vrouw en zijn twee zoons richtte hij in 1998 de Hockridge Family Singers op, die tijdens het seizoen 1990-1991 meer dan 50 concerten afwerkten. Tijdens zijn carrière nam Hockridge ongeveer 15 lp's en 20 singles op bij Decca Records, HMV, Marble Arch en Quality. Bijzonder populair werden Hey There, Young and Foolish en Fountains of Rome.

## Overlijden
Edmund Hockridge overleed in maart 2009 op 89-jarige leeftijd.